# Omertelling
De Omertelling (of Sefirat Ha'omer, Hebreeuws: ספירת העומר) is de verbale telling gepaard gaand met het opzeggen van een zegening van de 49 dagen tussen Pesach en Sjavoeot (Wekenfeest) zoals is bepaald in Leviticus 23:15-16. De dagen worden plechtig geteld ter herdenking aan de Omer-ceremonie die werd gehouden in de Tempel van Jeruzalem. Een omer was een maat voor gerst, dat in de Omertijd elke dag als offer werd gebracht.
De Omertelling symboliseert de periode dat God de Joden bevrijdde uit Egypte, totdat zij de Tora ontvingen. Deze periode - tussen Pesach en Sjavoeot was oorspronkelijk de oogsttijd. Door het elke nacht tellen van de voorbije dag, wisten de landarbeiders buiten op de velden wanneer het Sjavoeot zou zijn.
Gedurende de Omerperiode werd het Joodse volk in het verleden getroffen door tragedies. Zo stierven de leerlingen van Rabbi Akiwa in de periode tussen Pesach en Sjavoeot. Ook vielen pogroms juist tijdens de paastijd plaats, onder het motto "de joden hebben christus vermoord". Daarom wordt deze periode als een periode van rouw beschouwd. Tijdens de Omertelling gelden er allerlei beperkingen voor joden, waaronder een verbod te trouwen, naar muziek te luisteren, zich te scheren, of grote nieuwe aankopen te doen.
Omdat op de 33e dag van de Omertelling er een einde kwam aan de sterfte onder de leerlingen van Rabbi Akiwa, gelden verschillende geboden juist weer niet op die dag, en vinden er veel huwelijken plaats. Deze feestdag wordt Lag BaOmer genoemd.